# DJ Lhasa

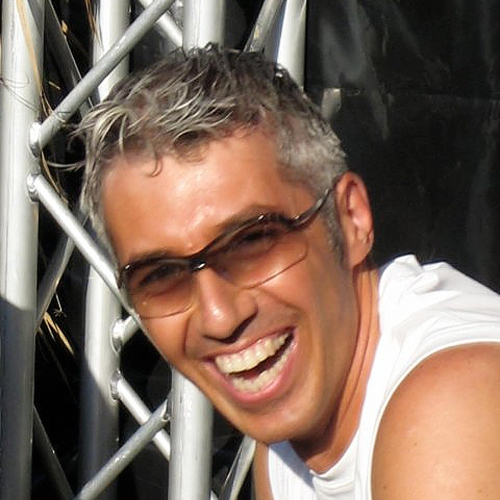
DJ Lhasa

DJ Lhasa (* 26. November 1968 als Maurizio Braccagni in Mailand) ist ein italienischer DJ und Musikproduzent, der hauptsächlich im Bereich Dance und Techno agiert.

## Leben

### 1987–1994
DJ Lhasa startete seine Karriere im Jahre 1987 und veröffentlichte seine ersten Singles im Jahre 1989. In seinen Anfangsjahren war er in der Techno-Szene tätig. Im Jahre 1994 erreichte er unter dem Namen Two Cowboys (zusammen mit Roberto Gallo Salsotto) mit dem Titel Everybody Gonfi Gon verschiedene europäische Charts und spielte in der Folge in vielen europäischen Diskotheken. Dabei kooperierte er mit weiteren bekannten Dance-Künstlern wie Whigfield, JK oder Berry.

### 1995–2002
Im Jahre 2001 produzierte er das Lied Little Girl, veröffentlicht unter dem Namen Lilu (zusammen mit Graziano Pegoraro), welches ihm international großen Erfolg bescherte. Im Juni 2002 coverte er den Hit Heaven Is a Place on Earth von Belinda Carlisle, der ebenfalls international erfolgreich war.

### 2003–2006
Inspiriert durch diesen Erfolg coverte er den Song Giulia (im Original von Gianni Togni); dieser wurde in ganz Europa veröffentlicht.
Die vierte Single Together Forever war eine Coverversion von Rick Astleys Nummer-eins-Hit (1988). Die Single No Controles wurde im Sommer 2004 herausgebracht, ein Jahr später folgte die Single Mysterious Times. Sein neues Album Technologia folgte wenig später und wurde in Italien, Japan und anderen europäischen Ländern verkauft.
Im Jahre 2006 gründete Maurizio Braccagni, der auch unter dem Namen Ma.Bra. tätig ist, sein neues Label Mabra. Er veröffentlichte die Singles The Riddle, Original Sin und Everybody. Diese präsentierte er anschließend auf diversen Radiosendern und in Clubs.
Ende 2006 veröffentlichte er Cursed Destiny, welche besonders in den nördlichen Ländern Europas Erfolg hatte.

### 2007–2009
Im Jahre 2007 veröffentlichte er CDs und E.P.’s dank der Zusammenarbeit mit der Firma „Believe“. Ab dem Jahre 2007 arbeitet er fast ausschließlich unter dem Namen Ma.Bra. und veröffentlicht in Italien zahlreiche neue Singleauskopplungen.

## Stil
Die von DJ Lhasa produzierte Musik setzt sich aus schnellen, verschiedenen Beats zusammen, die mit einem äußerst flotten Rhythmus unterlegt werden.
Vor allem enthält seine Musik elektronische Tanzelemente, die bis zum Äußersten genutzt und in seine Songs integriert werden.
Er verwendet meistens kaum harte Bässe, dennoch überzeugt der vielfältige Gesangspart in seinen Songs, speziell durch elektronisch integrierte Schalltechnik verändert. Dabei werden auch Stimmen verzerrt und passend ausgeblendet.
Da er auch schon mit anderen bekannten DJ-Größen gemeinsame Songs produziert hat, gehört er zu den Top-DJs der italienischen Dance- /Disco-Szene.
Auch das deutsche Wort Tanz nimmt in dem Song Super Tanz (2006) eine große Bedeutung ein. Es bietet dem Künstler eine Variation zu dem schon standardisierten englischen Wort Dance. Im Song erscheint eine monotone, sich wiederholende Nummerierung der Wortlaute Tanz, Tanz, Nacht, Nacht, Musik, Musik, deine Gefühle. Auch bei anderen DJs wie z. B. Gigi D’Agostino besitzt das Wort einen enormen Wert.
Seine Fähigkeit, abwechslungsreiche Dancesongs zu produzieren, macht ihn zum Meister seines Genres.

## Diskografie

### Alben
- 2005 Technologia
- 2007 Dancefloor E. P.
- 2009 In da Club

### Singles
- 2002 Explorer
- 2002 Heaven is a place on Earth
- 2002 Teknopatia
- 2002 Pinocchio

- 2003 Activate
- 2003 Giulia
- 2003 Giulia (DJ Lhasa vs.Gabry Ponte)
- 2003 Together Forever
- 2003 Utopia

- 2004 No Controles
- 2004 Baby let’s get wet
- 2004 Mysterious Times
- 2004 Techno beat

- 2005 I can go
- 2005 Dance your ass off
- 2005 Dance with me
- 2005 Dancefloor

- 2006 Super Tanz
- 2006 Arms of heaven
- 2006 Baby one day
- 2006 So come with me

- 2007 Deep Spirit (The One that I Want)

Info: ab 2008 nur als MA.BRA:
- 2009 MA.BRA. feat. BUZZER Insomnia

## Belege
1. ↑  Two Cowboys – Everybody Gonfi-Gon. In: hitparade.ch. Hung Medien, abgerufen am 22. Dezember 2019.
2. ↑  Chartquellen: IT